# Tinashe Nengomasha
Tinashe Washington Nengomasha (Harare, 2 settembre 1982) è un ex calciatore zimbabwese, di ruolo centrocampista.

## Carriera

### Club
Cresce nelle giovanili del Motor Action, del Douglas Warriors e dell'Highlanders, con cui debutta in prima squadra e in cui milita fino al 1999. Nel 1999 si trasferisce al Black Aces. Nel 2001 viene acquistato dal Kaizer Chiefs, club della massima divisione sudafricana, in cui milita per 11 anni e con cui colleziona più di 250 presenze. Nel 2012 passa al Bidvest Wits. Nel 2014 si trasferisce al Mpumalanga Black Aces. Nell'estate 2015 rimane svincolato. Il 29 aprile 2016 viene ingaggiato dal Cape Town All Stars.

### Nazionale
Ha debuttato in nazionale nel 2003. Ha partecipato, con la nazionale, alla Coppa d'Africa 2004 e alla Coppa d'Africa 2006. Ha collezionato in totale, con la maglia della nazionale, 35 presenze e una rete.